# Branston
Branston, ook Branston and Mere, is een civil parish in het bestuurlijke gebied North Kesteven, in het Engelse graafschap Lincolnshire met 4019 inwoners.